# 테레사 닐센
테레사 닐센(덴마크어: Theresa Nielsen, 1986년 7월 20일 ~ )은 덴마크의 여자 축구 선수이다. 포지션은 수비수이며, 현재 미국 내셔널 위민스 사커 리그의 시애틀 레인 FC 소속이다.

## 클럽 경력
2009년부터 2016년까지 덴마크 엘리테디비시오넨 소속 클럽인 브뢴뷔 IF에서 선수 생활을 하면서 5번의 리그 우승(2010-11, 2011-12, 2012-13, 2014-15, 2016-17), 7번의 덴마크 여자컵(2010, 2011, 2012, 2013, 2014, 2015, 2017) 우승을 경험했다. 특히 2012년에는 브뢴뷔 IF의 엘리테디비시오넨, 덴마크 여자컵 우승에 기여한 공로를 인정받아 덴마크 올해의 여자 축구 선수로 선정되기도 했다.
2017년에는 노르웨이 톱세리엔 소속 클럽인 볼레렝아로 이적했고 2018년 1월에는 미국 내셔널 위민스 사커 리그 소속 클럽인 시애틀 레인 FC로 이적했다. 2018-19 시즌에는 오스트레일리아 W리그의 멜버른 시티로 임대 이적하기도 했다.

## 국가대표 경력
2008년 3월에 열린 독일과의 알가르브컵 경기에 처음 출전하면서 덴마크 여자 축구 국가대표팀 선수로 데뷔했다. 2016년 10월 22일에 열린 노르웨이와의 친선 경기에서 A매치 100경기 출전 기록을 수립했고 2차례의 UEFA 유럽 여자 축구 선수권 대회(2013년, 2017년)에 참가했다.